# Burhaniye
Burhaniye è una città costiera e un distretto della provincia di Balıkesir, nella regione dell'Egeo  della Turchia. Il distretto si trova sulla costa del Mar Egeo ed è noto per il suo olio d'oliva.

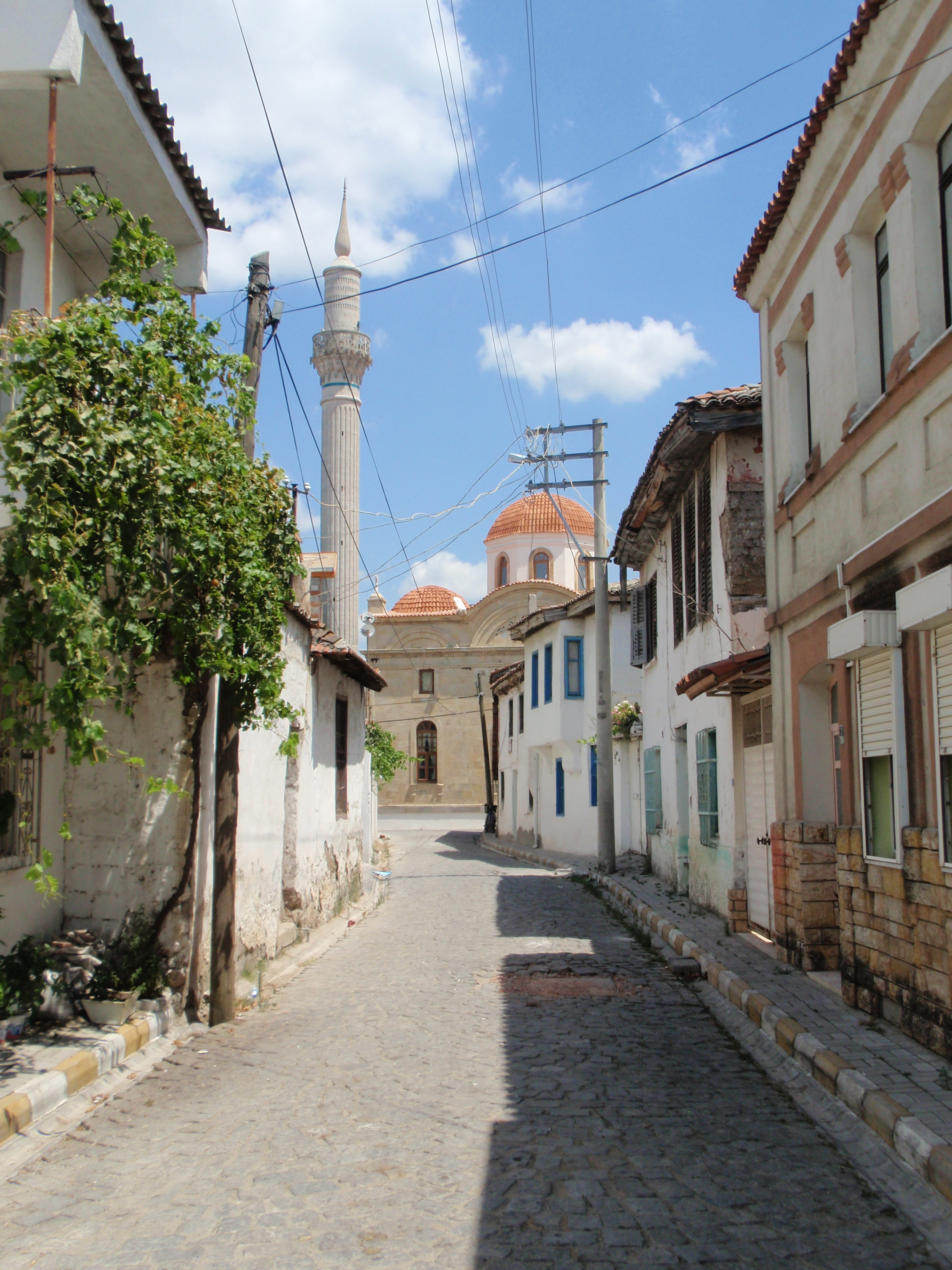
Moschea di Hacıahmet, Burhaniye. Dopo il crollo del tetto, il nuovo tetto venne costruito dall'artigiano greco Andriya.

Burhaniye ha un porto e un museo di archeologia. Nel 2008 è stato inaugurato un museo del Movimento Nazionale Turco con il nome di Burhaniye Kuvay-ı Milliye Müzesi.
A luglio viene organizzato un festival biennale, l'Ören Tourism and Art Festival. 

## Storia
Burhaniye fu fondata come il villaggio di Taylıeli ("Città di Taylı"), dal nome di uno dei bey turchi che vennero in aiuto del sovrano selgiuchide Süleyman. All'inizio del XIV secolo passò sotto il dominio dei Karasidi e crebbe attirando immigrati. In epoca ottomana, era nota anche come Kemer e fu annessa a Edremit fino al 1866 e divenne il centro di un distretto che portava il suo nome. Fu ribattezzata Burhaniye in onore del principe ottomano Şehzade Burhanettin. Secondo il censimento generale ottomano del 1881/82-1893, il kaza di Burhaniye aveva una popolazione totale di 19.595 abitanti, composta da 17.145 musulmani, 2.433 greci, 9 armeni e 8 cittadini stranieri.
L'8 giugno 1922 la città fu conquistata dalle forze turche. Mentre si stavano ritirando, i greci avevano intenzione di bruciare e distruggere il centro della città, ma ciò fu impedito da Borazan Çavuş di Pelitköy, che salì su un minareto e, quando vide le unità nemiche greche avvicinarsi, suonò il segnale della carica sulla sua tromba. In questo modo i greci continuarono la loro ritirata senza entrare nel centro della città, che si salvò dalla distruzione. Di fronte alla statua di Atatürk si trova un monumento raffigurante un fucile e una tromba in commemorazione di Borazan Çavuş e della Kuva-yi Milliye. Fino al 1992 c'era anche una scultura di Gürdal Duyar che raffigurava Borazan Çavuş.
Burhaniye si trova a 4 km a est del sito dell'antica Adramyttium, che fu poi spostata a 13 km a nord-est a Edremit. La sua storia è descritta nell'articolo sulla città moderna, che ha ereditato il nome dell'antica.